# Erixímac
Erixímac (en llatí Eryximacus, en grec Ἐρυξίμαχος) fou un metge grec que va viure al segle iv aC.
És conegut especialment per ser un dels interlocutors de l'obra El convit de Plató on li explica a Aristòfanes com curar el singlot, i on fa un discurs elogiant l'amor (Ἐρως) i l'harmonia des de la perspectiva de la medicina, la seva professió.